# Pontarachna adriatica
Pontarachna adriatica is een mijtensoort uit de familie van de Pontarachnidae. De wetenschappelijke naam van de soort is voor het eerst geldig gepubliceerd in 1980 door Morselli.